# Champ (criptide)

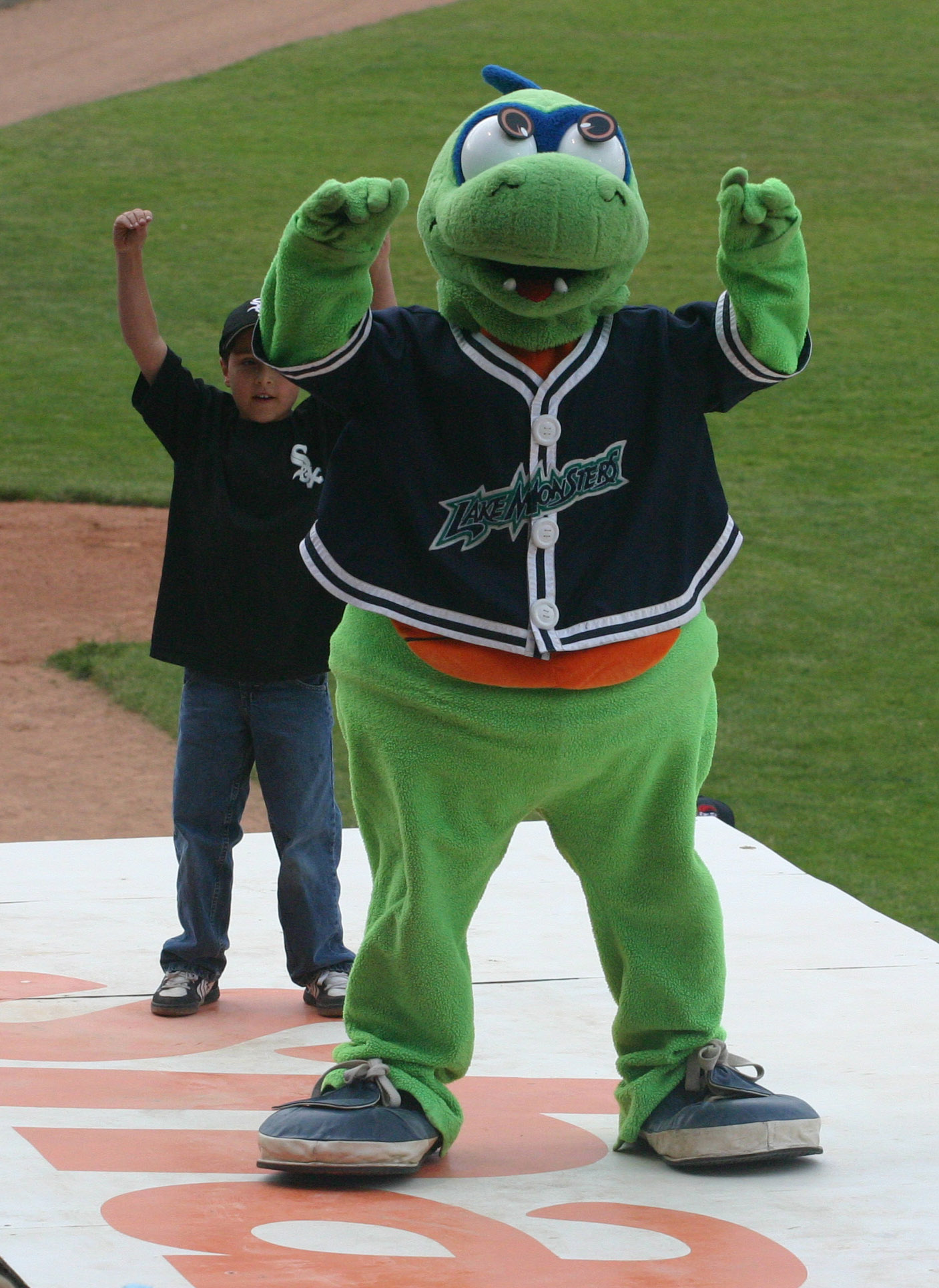
Mascotte del baseball ispirata a Champ.

Champ è una creatura leggendaria lacustre che vivrebbe nel lago Champlain ed è l'equivalente americano di Nessie, il mostro che abiterebbe il Loch Ness in Scozia.

## Storia degli avvistamenti
Champ, come Nessie, prende il nome dal lago che lo ospiterebbe, che attraversa lo stato di New York, il Vermont e il Quebec è profondo 122 metri e ricco di pesci. Descritto come un serpente cornuto lungo da otto a dieci piedi (2,4 - 3,0 m), e chiamato con il nome di Chaousarou, il mostro del lago era citato nelle leggende degli indiani Irochesi già da secoli prima dell'arrivo degli europei.
Il primo europeo a sostenere di averlo avvistato fu Samuel de Champlain, che darà poi il nome al lago. In una cronaca del 1609 de Champlain avrebbe citato la creatura come "lungo cinque piedi (1,5 m), spesso come la coscia di un uomo e con scaglie grigio-argentee impenetrabili da un pugnale". Il de Champlain ipotizzò che si trattasse di un gigantesco lepisosteo, primitivo pesce predatore nordamericano, coperto di scaglie dure e con mascelle allungate e denti aghiformi.
Nel 1883 rincominciarono gli avvistamenti; un gruppo di operai che lavoravano alla ferrovia vide sbucare dall'acqua un enorme rettile e fuggì terrorizzato, mentre a luglio dello stesso anno fu Nathan H. Mooney, sceriffo della zona, a vedere il mostro descrivendolo come un serpente lungo 10 metri. Nell'agosto 1883 poi un battello a vapore andò a sbattere contro qualcosa, secondo i criptzoologi presumibilmente Champ, rischiando di capovolgersi e il mostro fu poi visto allontanarsi, secondo le testimonianze di alcuni passeggeri.
Champ fu oggetto di altri presunti avvistamenti e Phineas Taylor Barnum, il famoso imprenditore dello spettacolo, offri una ricompensa di 50.000$ per chi avesse catturato o ucciso il presunto mostro, premio che nessuno riuscì mai a ritirare. Nel 1970 Champ fu visto da due passeggeri di un battello. Infine, nel 1977 fu visto da Sandra Mansi e il marito. La donna ha scattato una foto del mostro, che pubblicò però solo nel 1980 per la paura di non essere creduta.

## Ipotesi formulate

### Plesiosauro
Champ come Nessie sembrerebbe assomigliare molto ad un plesiosauro. La foto di Sandra Masi a detta di molti criptozoologi è risultata non ritoccata.

## Fonti web
- Champ il mostro del lago Champlain, su linguaggioglobale.com.
- Serpenti di mare, su it.geocities.com (archiviato dall'url originale il 1º gennaio 2008).
- (EN) Champ of Lake Champlain, su unmuseum.org.
- (EN) NESSIE and Other Lake Monsters, su strangemag.com.